# Triberga
Triberga är en ort i Mörbylånga kommun i Kalmar län, belägen i Hulterstads socken på sydöstra Öland cirka 14 kilometer sydöst om centralorten Mörbylånga.
Triberga klassades av Statistiska centralbyrån som en småort 1990 med 51 invånare på en yta av 12 hektar.
Triberga har i många år varit känt för sin ovanliga flora och fauna.

## Triberga borg
Strax väster om byn ligger Triberga borg, där arkeologiska utgrävningar skett.

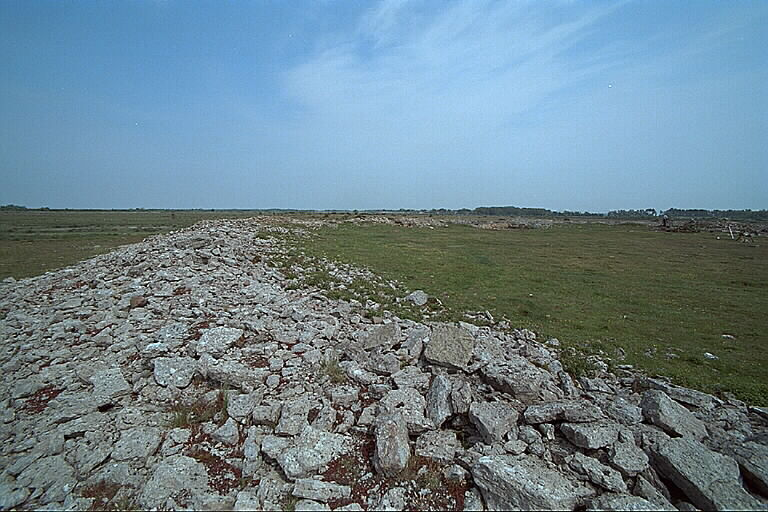
Triberga borg.
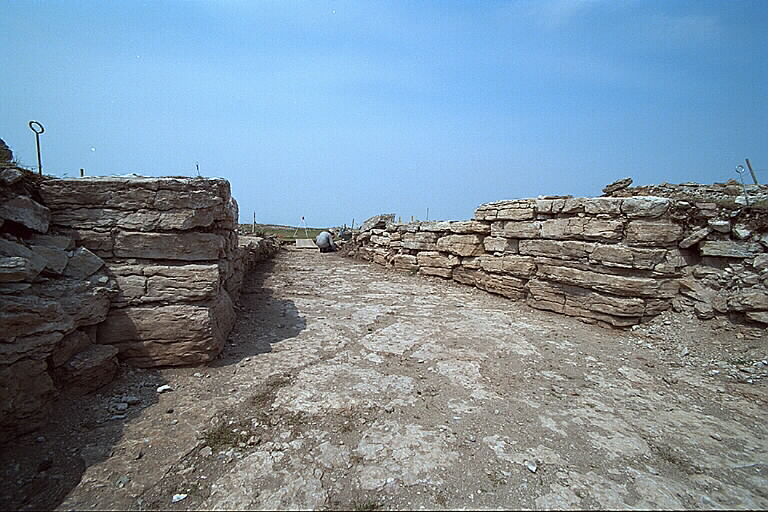
Ingång till borgen.
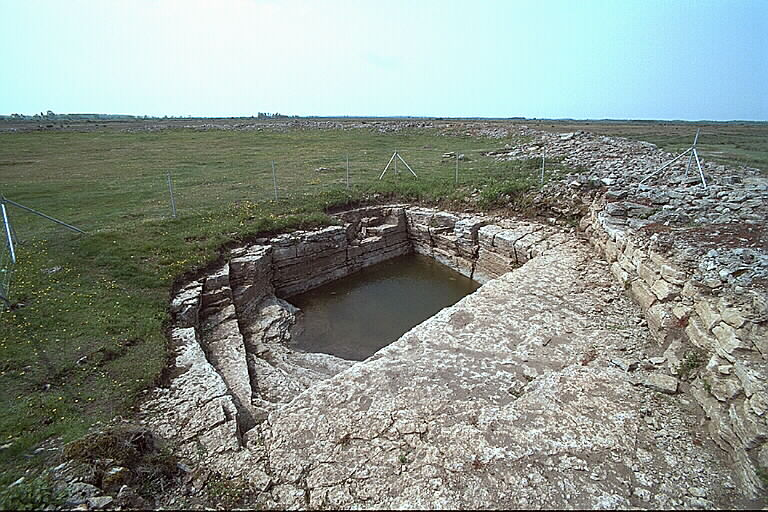
Vattenreservoar i fornborgen.
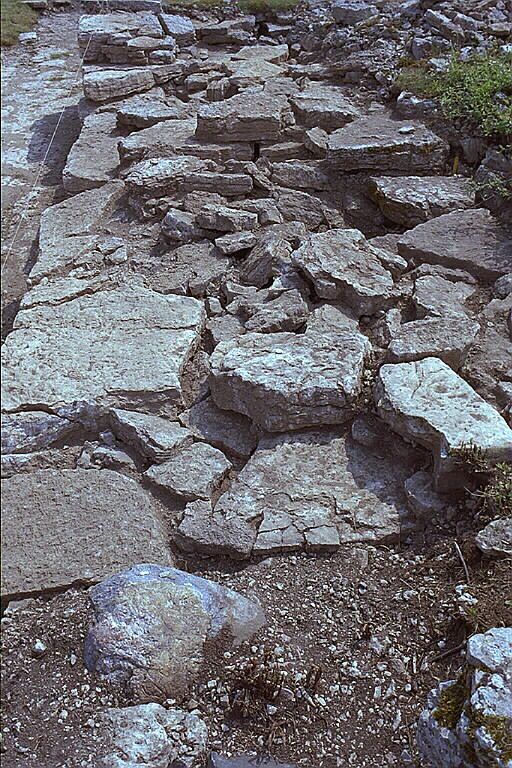
Skalmur.